# Ferike Boros
Ferike Boros (3 de agosto de 1873 - 16 de enero de 1951) fue una actriz de teatro y cine estadounidense nacida en Rumanía.

## Biografía
Ferike Weinstock nació en la ciudad rumana de Nagyvárad, cuando aun formaba parte del Imperio austrohúngaro, en 1873. Boros empezó a actuar en el escenario en 1893. Se mudó a Londres en 1903 y dos años después actuó en el Covent Garden. En Hungría, actuó en el Teatro de la Corte Nacional de Budapest.
En 1909, mientras todavía trabajaba en él, visitó Estados Unidos y Canadá como parte de un viaje alrededor del mundo para informar sobre cómo se realizaban producciones dramáticas en cada país que visitaba.
Cuando visitó a varios directores de teatro en la ciudad de Nueva York, se encontró con rechazos constantes a pesar de su carta oficial (escrita en inglés) del Teatro de la Corte Nacional. En una oficina le dijeron: "Oh, el Sr. Belasco está inundado de comunicaciones locas de fenómenos, faquires y chiflados..."
Después de recibir una buena formación en inglés y en las convenciones del mundo del espectáculo estadounidense, tuvo una larga carrera en los escenarios de Broadway y en compañías teatrales de gira, desde 1909 hasta 1927; a partir de entonces se la vio en papeles de personajes en películas.
Entre los trabajos de Boros como actriz en Broadway se encuentran Chicago (1926), The Kreutzer Sonata (1924), Rachel (1913) y The Wife Decides (1911). También trabajó en la obra de Broadway Seven Sisters (1911).
Boros se fue a Hollywood en 1930, donde actuó en papeles de personajes secundarios para varios estudios. Una caída en 1936 le lesionó la cadera, lo que acabó con sus ingresos y le obligó a someterse a un costoso tratamiento médico. Para pagar sus cuentas, hipotecó su casa, vendió la mayoría de sus posesiones, se deshizo de sus sirvientes y empezó a recibir 10 dólares semanales en pagos de ayuda. Volvió a actuar con una aparición de un minuto en Love Affair (1939).
Aunque sus papeles en pantalla fueron en su mayoría de carácter secundario, actuó y contribuyó a la trama en películas populares como Once Upon a Honeymoon y A Tree Grows in Brooklyn.
Boros murió en su residencia de Van Nuys (California), el 16 de enero de 1951, a la edad de 77 años.

## Filmography
- Her Boy (1918) como Mrs. Schultz
- The Younger Generation (1929) como Mujer de la calle Delancey
- Born Reckless (1930) como Ma Beretti
- Ladies Love Brutes (1930) como Mrs. Forziati
- Little Caesar (1931) como Mrs. Passa
- Gentleman's Fate (1931) como Angela
- Svengali (1931) como Marta
- Bought! (1931) en un rol menor
- Private Lives (1931) como cocinera del chalet
- World and the Flesh (1932) como Sasha
- Huddle (1932) como Mrs. Amatto
- No Living Witness (1932) como la madre de Nick
- Uptown New York (1932) como mujer anciana
- Humanity (1933) como Mrs. Bernstein
- Song of the Eagle (1933) como cocinera
- Rafter Romance (1933) como Rosie Eckbaum
- Eight Girls in a Boat (1934) como Frau Kruger
- The Fountain (1934) como enfermera
- Symphony of Living (1935) como Mary Schultz
- Black Fury (1935) como mujer de minero hospitalizado
- Hi, Gaucho! (1935) como Emelia - Dueña de Inez
- Make Way for Tomorrow (1937) como Mrs. Sarah Rubens
- Tú y yo (1939) como casera de Terry
- Bachelor Mother (1939) como Mrs. Weiss
- Stronger Than Desire (1939) como Mrs. D'Amoro
- Fifth Avenue Girl (1939) como Olga
- Dust Be My Destiny (1939) como Propietaria de una tienda de delicatessen
- Rio (1939) como María
- The Light That Failed (1939) como Madame Binat
- Three Cheers for the Irish (1940) como ama de casa
- Lillian Russell (1940) como Mrs. Rose
- La Conga Nights (1940) como Mama O'Brien
- Girl from God's Country (1940) como Mrs. Broken Thumb
- Argentine Nights (1940) como Mama Viejos
- Christmas in July (1940) como Mrs. Schwartz
- Gallant Sons (1940) como Madame Wachek
- Sleepers West (1941) como Farm Lady
- Caught in the Draft (1941) como Yetta
- Private Nurse (1941) como Mrs. Sarah Goldberg
- Unfinished Business (1941) como Sarah
- The Pied Piper (1942) como Madame
- The Talk of the Town (1942) como Mrs. Pulaski
- Once Upon a Honeymoon (1942) como the maid Elsa
- Margin for Error (1943) como Mrs. Finkelstein
- They Got Me Covered (1943) como camarera de hotel
- Princess O'Rourke (1943) como Mrs. Anna Pulaski
- The Doughgirls (1944) como Irena
- Lazos humanos (1945) como Abuela Rommely
- This Love of Ours (1945) como Ama de casa
- Specter of the Rose (1946) como Mamochka
- High Conquest (1947) como abuela en el tren
- East Side, West Side (1949) como abuela de Rosa